# Györköny, Tolna
Györköny (în germană Jerking) este un sat în districtul Paks, județul Tolna, Ungaria, având o populație de 1.002 locuitori (2011).

## Demografie
Componența etnică a satului Györköny
     Maghiari (67%)
     Germani (32,53%)
     Necunoscut (0,23%)
     Români (0,23%)
     Alții (0,23%)
Componența confesională a satului Györköny
     Luterani (41,62%)
     Romano-catolici (15,67%)
     Reformați (9,58%)
     Fără religie (9,18%)
     Necunoscută (23,95%)
     Alte religii (1,3%)
Conform recensământului din 2011, satul Györköny avea 1.002 locuitori. Din punct de vedere etnic, majoritatea locuitorilor (67,0%) erau maghiari, cu o minoritate de germani (32,53%). Apartenența etnică nu este cunoscută în cazul a 0,23% din locuitori. Nu există o religie majoritară, locuitorii fiind luterani (41,62%), romano-catolici (15,67%), reformați (9,58%) și persoane fără religie (9,18%). Pentru 23,95% din locuitori nu este cunoscută apartenența confesională.